# سسک حبشی
سسک حبشی (نام علمی: Parophasma galinieri) نام یک گونه از تیره سسکیان است.